# Dikbekvireo
De dikbekvireo (Vireo crassirostris) is een zangvogel uit de familie Vireonidae (vireo's).

## Verspreiding en leefgebied
Deze soort komt voor in het noorden van de Caraïben en telt vijf ondersoorten:
- V. c. crassirostris: de Bahama's.
- V. c. stalagmium: Caicos.
- V. c. tortugae: Île de la Tortue (nabij noordwestelijk Haïti).
- V. c. cubensis: Cayo Paredón Grande (nabij noordelijk Cuba).
- V. c. alleni: de Kaaimaneilanden.

## Status
De grootte van de populatie is niet gekwantificeerd maar de soort wordt omschreven als algemeen. Op de Rode lijst van de IUCN heeft deze soort de status niet bedreigd.